# Poisvilliers
Poisvilliers település Franciaországban, Eure-et-Loir megyében. Lakosainak száma 460 fő (2022. január 1.). Poisvilliers Lèves, Bailleau-l’Évêque, Fresnay-le-Gilmert, Berchères-Saint-Germain és Saint-Prest községekkel határos.

## Népesség
A település népességének változása:
| Lakosok száma | 168  | 228  | 234  | 327  | 435  | 444  | 443  | 444  | 445  | 460  |
|               | 1968 | 1982 | 1990 | 2006 | 2013 | 2015 | 2017 | 2019 | 2020 | 2022 |